# Liste des noms français de toponymes des Pays-Bas
 (octobre 2010).
Si vous disposez d'ouvrages ou d'articles de référence ou si vous connaissez des sites web de qualité traitant du thème abordé ici, merci de compléter l'article en donnant les références utiles à sa vérifiabilité et en les liant à la section « Notes et références ».
Cette liste des noms français de toponymes néerlandais fournit les équivalents français pour des toponymes néerlandais, utilisé par les francophones.

## Provinces
| en français                             | en néerlandais |
| --------------------------------------- | -------------- |
| Brabant-Septentrional, Brabant-du-Nord  | Noord-Brabant  |
| Flévolande (francisé)                   | Flevoland      |
| Frise                                   | Friesland      |
| Groningue                               | Groningen      |
| Gueldre                                 | Gelderland     |
| Hollande-Méridionale                    | Zuid-Holland   |
| Hollande-Septentrionale                 | Noord-Holland  |
| Limbourg                                | Limburg        |
| Overyssel (désuet), Over-Yssel (désuet) | Overijssel     |
| Zélande                                 | Zeeland        |

## Fleuves
| en français        | en néerlandais  |
| ------------------ | --------------- |
| Escaut             | Schelde         |
| Escaut occidental  | Westerschelde   |
| Escaut oriental    | Oosterschelde   |
| Gueule             | Geul            |
| Meuse              | Maas            |
| Merwede inférieure | Beneden-Merwede |
| Merwede supérieure | Boven-Merwede   |
| Nouveau Rhin       | Nieuwe Rijn     |
| Nouvelle Meuse     | Nieuwe Maas     |
| Nouvelle Merwede   | Nieuwe Merwede  |
| Rhin               | Rijn            |
| Rhin inférieur     | Nederrijn       |
| Vahal (désuet)     | Waal            |
| Vieille Meuse      | Oude Maas       |
| Vieux Rhin         | Oude Rijn       |
| Yssel              | IJssel          |

## Villes
| en français                   | en néerlandais                                |
| ----------------------------- | --------------------------------------------- |
| Alphen-sur-le-Rhin            | Alphen aan den Rijn                           |
| Baerle-Nassau                 | Baarle-Nassau                                 |
| Bois-le-Duc,                  | 's-Hertogenbosch (Den Bosch)                  |
| Berg-op-Zoom                  | Bergen op Zoom                                |
| Bréda                         | Breda                                         |
| Capelle-sur-l'Yssel,          | Capelle aan den IJssel (Capelle-op-den-Yssel) |
| Couvorde, Couvorden           | Coevorden                                     |
| Doesbourg                     | Doesburg                                      |
| Fauquemont                    | Valkenburg                                    |
| Fauquemont-sur-Gueule         | Valkenburg aan de Geul                        |
| Flardingue                    | Vlaardingen                                   |
| Flessingue                    | Vlissingen                                    |
| Gorée ou Goérée (désuet)      | Goedereede                                    |
| Galoppe                       | Gulpen                                        |
| Groningue                     | Groningen                                     |
| Harlingue                     | Harlingen                                     |
| Heer-Jans-Dam                 | Heerjansdam                                   |
| L'Écluse                      | Sluis                                         |
| La Haye                       | Den Haag ('s-Gravenhage)                      |
| Le Helder                     | Den Helder                                    |
| Leuvarde« ou » Leuvarden      | Leeuwarden                                    |
| Leyde                         | Leiden                                        |
| Maestricht « ou » Maëstricht, | Maastricht                                    |
| Middelbourg                   | Middelburg                                    |
| Mont-Sainte-Gertrude,         | Geertruidenberg                               |
| Montfort                      | Montfoort                                     |
| Nimègue                       | Nijmegen                                      |
| Nordwick,                     | Noordwijk                                     |
| Rhode-Saint-Oude              | Sint-Oedenrode (Sint-Ouden-Rode)              |
| Rosenbourg (désuet)           | Rozenburg                                     |
| Rosendael                     | Roosendaal                                    |
| Roterdam (désuet)             | Rotterdam                                     |
| Ruremonde                     | Roermond                                      |
| Ryswick,                      | Rijswijk                                      |
| Sas-de-Gand                   | Sas van Gent                                  |
| Saint-Antoine                 | Sint-Anthonis                                 |
| Saint-Michel-Gestel           | Sint-Michielsgestel                           |
| Schéveningue (désuet)         | Scheveningen                                  |
| Terneuse                      | Terneuzen                                     |
| Tilbourg                      | Tilburg                                       |
| Vaels (désuet)                | Vaals                                         |
| Vieille-Église                | Ouderkerk                                     |
| Walwick                       | Waalwijk                                      |
| Wageningue                    | Wageningen                                    |
| Wateringue                    | Wateringen                                    |